# 依布サラサ
依布サラサ（いふ サラサ　1983年12月22日 - ）は、日本の女性歌手。再婚前の本名および出生名は井上 ニサ（いのうえ にさ）。東京都出身で、現在は福岡県在住（後述）。旧所属事務所はソニー・ミュージックアーティスツ。所属レーベルはキューンミュージック。

## 人物
父はシンガーソングライターの井上陽水。母は歌手の石川セリ。他に兄と妹がいる。また、叔母は歌手のROMY（石川ひろみ）。
芸名の由来は、幼い頃に妹と「こんな名前がよかった」という名前を列挙した中に「サラサ」という名前があり、「もしも（英語で「if」→依布）、自分がサラサだったら」という意味から、語感を重視して付けている。サリーで使用される高級布生地（更紗）にも由来しており、「依布」の漢字も衣服をイメージして付けている。
最終学歴は青山学院女子短期大学卒。
デビュー前から木村カエラのファンである。
2010年、シングルマザーで7歳（当時）の娘が1人いることを明かした。その娘の子育てを理由に、2011年後半より父の故郷である福岡に移り住み、活動を続けている。
2013年9月に再婚し、2015年7月27日、第2子となる女児を出産。
2022年3月31日をもってソニー・ミュージックアーティスツとの契約を満了。
猫を3匹飼っている。

## 活動
作詞は全て自らが行う。作詞は学生時代から行っており、歌手デビュー前より作詞家として活動している。他アーティストへの作詞も行っている。作詞に開眼したきっかけは、父である井上陽水と作詞に関して語り合い、その延長で楽曲「長い猫」の制作に関わったことによる。
楽曲はNEIL&IRAIZAおよびCUBISMO GRAFICOのフロントマンである松田岳二がプロデュースを手掛ける。過去にはTahiti 80のボーカルであるグザヴィエ・ボワイエも楽曲に参加している。ライブでは主にアコースティックギターの弾き語り演奏を行う。
2009年からは音楽活動以外にもテレビ番組の出演を行うなど、活動の幅を広げている。前述の福岡移住後は九州朝日放送の新出演者発掘企画「KBCスーパーオーディション」に挑戦、合格し、2012年春より同局の番組に出演している。

## 略歴
- 1992年
  - 11月20日、井上陽水のセルフカバーアルバム『ガイドのいない夜』が発売。収録曲「東へ西へ」に母・妹と共にコーラスで参加。
- 2006年
  - 3月29日、井上陽水の両A面シングル「新しい恋/長い猫」が発売。収録曲「長い猫」で井上と共同作詞し、作詞家としてデビュー。
  - 4月5日、Salyuのシングル「Tower」が発売。カップリング曲「マハラジャの夜」で初めて単独で作詞を手掛ける。
- 2007年
  - 3月、Sony Records SDオーディションの作詞家部門に匿名で応募。これが歌手デビューのきっかけとなる。
  - 12月5日、シングル「カリキュラム」で歌手デビュー。
- 2009年
  - 3月30日、NHK教育テレビ『Jブンガク』のパーソナリティーに抜擢。初のテレビ番組ナビゲーターを務める。
- 2012年
  - 4月、KBCでのレギュラー2本決定。

## ディスコグラフィー
詳細は各作品の項目を参照。

### シングル
| 枚   | 発売日         | タイトル                  |
| ---- | -------------- | ------------------------- |
| 1st  | 2007年12月5日  | カリキュラム              |
| 2nd  | 2008年3月19日  | 瞳孔ソナー                |
| 3rd  | 2008年5月28日  | カラクリカラフルビジョン  |
| 4th  | 2009年12月16日 | 黄昏ムーン/夜空のおりがみ |
| 5th  | 2013年7月31日  | キャッホー                |
| 配信 | 2013年12月25日 | 別れ際のあと5分           |
| 6th  | 2016年9月10日  | 夢の中へ                  |

### 参加作品
- 山沢大洋『music tree』（2008年1月23日）
  - M-7「Baseball Life」作詞・ボーカル参加
- 『One by One kzk soundtrack from adidas Originals by Originals』（2009年2月25日）
  - M-5「3 SoundS」作詞・ボーカル参加
- Rie fu『at rie sessions』
  - M-4「STAR」Rie fu、娘とコラボ参加

### 作詞提供
- 井上陽水「長い猫」（2006年）
- Salyu「マハラジャの夜」（2006年）
- SS501「NO EXIT DAYS」（2007年）
- 押谷沙樹「願い空」（2007年）
- Rie fu「dark memory」（2009年）
- 福島和可菜「スノーランド～白い花火～」（2010年）
- SCANDAL「放課後1H」（2010年）※メンバーのTOMOMIと共作。

### タイアップ
| 曲名     | タイアップ                                               |
| -------- | -------------------------------------------------------- |
| 夢の中へ | とんかつ専門店「濱かつ」CMソング（福岡、長崎、熊本限定） |

## メディア

### ラジオ
- ガブリナ（KBCラジオ（九州朝日放送） 水、木曜日）
- サラサラWORD FACTORY（2008年4月3日 - 2009年3月26日、NACK5） - レギュラー
- 依布サラサのFM ROCK KIDS（2008年4月5日 - 6月28日、AIR-G'） - レギュラー
- ArtRandom Theatre（2009年4月1日 - 、Brandnew J、『Brandnew-J Café　Bonjour!』内放送）
- GOLDEN 4 EGGS 〜依布サラサ  STAR of WONDERLAND〜（2010年4月7日 - 2017年3月（終了）、NACK5） - パーソナリティー
- NACK5 開局23周年記念番組 GOLDEN 4 EGGS PLUS（2011年10月30日 、NACK5） - メインパーソナリティーとして武川アイ、甲斐名都、谷村詩織と共演。
- 9ヂカラ（2012年4月 - 2016年、KBCラジオ） - 金曜日担当パーソナリティー[11]
- 音楽の時間（2013年4月 - 2020年3月29日 KBCラジオ）メインパーソナリティ
- 依布サラサの九州場所!よかトピアラジオ（2024年10月2日 - 放送中 LOVE FM）メインパーソナリティ

### テレビ
- saku saku（tvk、2007年12月、2009年12月）
- Jブンガク（NHK教育テレビ、2009年3月30日 - 2010年3月26日）
- MUSIC EXPRESS from Break -Tokyo Station-（MUSIC ON! TV、2009年4月5日 - ） - ナビゲーター出演
- 秘密結社鷹の爪 カウントダウン（テレビ朝日、2009年12月8日、22日） - 声優として声のみの出演
- タモリ倶楽部（テレビ朝日） - 不定期出演
- サワダデース（KBC、2012年4月 - ） - コーナー担当レギュラー
- 気ままにLB（KBC、2012年4月 - 2013年3月30日） - レポーター
- 週末まるごと!よくばりミルキィ（KBC、2013年4月 - 不明） - MC

### CM
- とんかつ専門店 濱かつ（2016年、福岡、長崎、熊本限定）[10]

### 新聞
- 依布サラサ 父への感謝の手紙（朝日新聞、2010年12月7日）

### PV
Cubismo Grafico Five/Chukit